# Carmen García Bloise
Carmen García Bloise   (Madrid, 1937 - Madrid, 16 de juliol de 1994) va ser una política socialista espanyola.

## Biografia
Va néixer a Madrid en 1937, acompanyant a l'exili a França als seus pares en 1948. El seu pare era un militant ugetista, Mariano García Gala. PVa romandre en l'exili francès fins a 1975. Als quinze anys es va afiliar a les Joventuts Socialistes, ingressant als vint en la UGT i el PSOE.
Va obtenir els títols de perit mercantil i diplomada en organització d'empreses, i va treballar com a cap comptable de la fàbrica de Renault a París, on també va exercir labors sindicals, fins al seu retorn a Espanya. Va formar part també de l'equip de François Mitterrand en la campanya electoral de les presidencials de 1965.
A París, García Bloise va ser nomenada en 1965 secretària del Secretariat Femení creat en el IX congrés del partit en l'exili, en 1964 a Tolosa. Va ocupar el càrrec fins a la desaparició del Secretariat en 1970. Al mateix temps va començar a implicar-se en els corrents renovadors del PSOE que propugnaven el trasllat de la direcció a l'interior, en contra dels criteris defensats per la Comissió Executiva liderada per Rodolfo Llopis. D'aquesta manera, en el rupturista XII congrés del PSOE a l'exili (Tolosa de Llenguadoc, agost de 1972), en el qual s'escull una executiva col·legiada composta per militants de l'exili i de l'interior, García Bloise prenia el càrrec de secretària de Formació del Militant i es convertia en la primera dona que accedia a la Comissió Executiva del PSOE després de la Guerra Civil. Es va mantenir en ella fins al Congrés de Suresnes, que va certificar la renovació definitiva del PSOE sota el lideratge de Felipe González. No obstant això, encara que va sortir de l'Executiva, va incrementar la seva implicació en la vida del PSOE. En 1975 García Bloise va abandonar el seu treball a la Renault i es va traslladar a Madrid per a formar part del minso equip de Felipe González, ocupant-se de les finances del partit i de la captació i organització de militants. El seu paper, al costat del d'altres fills d'exiliats, va ser determinant per al triomf renovador en els congressos de 1972 i 1974 (Suresnes).
Escollida de nou membre de la Comissió Executiva del PSOE en el XXVII congrés, celebrat en 1976, va ser una de les integrants de la comissió gestora que va portar les regnes del PSOE després del fracàs del XXVIII congrés de maig de 1979, en el qual Felipe Gónzález va dimitir com a secretari general al no acceptar la definició com "marxista" del partit. En el congrés extraordinari celebrat al setembre d'aquest any, va aconseguir la secretaria d'Organització, mantenint-se en el càrrec fins a 1984, encara que va continuar sent membre de la Comissió Executiva fins al congrés de 1994. Sempre en el Partit Socialista, va ser diputada en les Corts Constituents i en les quatre primeres legislatures, fins a la seva defunció.
Va morir a l'hospital Gregorio Marañón de Madrid el 16 de juliol de 1994, a causa de les complicacions que va sofrir després de sotmetre's a trasplantament de fetge.

## Homenatges
Molt vinculada als problemes de les migracions, va participar en la creació de la Fundación Españoles en el Mundo. En el seu honor, la Fundació Ramón Rubial lliurament anualment el Premi Carmen García Bloise que homenatja persones destacades per l'ajuda al refugiat.
En 2012 el PSOE va presentar els seus sistema informàtic de geolocalització electoral, al qual va denominar Bloise en honor de la històrica dirigent socialista.